# 任胜
任胜（？—前66年），西汉人，霍光的次女婿。
霍光执政时，任诸吏中郎将羽林监，掌握皇帝禁卫。霍光死後，前67年八月，汉宣帝夺其兵权，转任他为安定郡太守。羽林和两宫卫将、屯兵，全部调换为宣帝所亲信外戚许氏、史氏两家子弟代替担任。霍氏家族谋反，任胜参予霍禹等谋反案，被处死。